# Tigres azules
Tigres azules es un relato del escritor argentino Jorge Luis Borges, publicado en su libro La memoria de Shakespeare en el año 1983.

## Sinopsis
Un hombre ha admirado toda su vida al tigre. Recibe la información de que se han avistado tigres azules cerca de una aldea de la India y parte hacia allá con el propósito de contemplarlos con sus propios ojos. Con el paso del tiempo, descubre que los tigres azules eran una pequeñas piedras azules únicas en el universo, puesto que no obedecían las leyes de la aritmética. No podían ser contadas, su número variaba continuamente. A veces le hacía marcas a una piedra y el objeto desaparecía, para volver a aparecer más tarde, como si se transportara eventualmente a una dimensión desconocida. El protagonista cae presa de la locura y pide al cielo una forma de deshacerse de las piedras. Un mendigo aparece y se las cambia por algo espantoso, que son los días y las noches y el orden en el universo.

## Interpretación
Las rocas azules son un símbolo del milagro y el caos, de lo imposible. El hombre ve un terror en lo imposible, porque acaso anula el valor del orden que él ha concebido meticulosamente para el universo. Sin embargo Dios le devuelve el orden como un castigo aún más insoportable.
El cálculo, cuyo nombre tiene origen en la palabra latina para piedra, ve su fin, paradójicamente, en un puñado de estos objetos. El relato está fuertemente influenciado por Chesterton, Blake y por Kipling. 
El tema de los objetos que llevan a la desesperación al protagonista estuvo presente en otros de sus cuentos como El aleph, El zahir, El disco, El libro de arena o La memoria de Shakespeare.